# عادل تاحيف
عادل تاحيف, ولد في 24 فبراير سنة 2001 في الدرا البيضاء و هو لاعب مغربي يلعب في مركز مدافع أوسط في فريق نهضة بركان .

## سيرة ذاتية

### في النادي
ولد عادل تاحيف في الدار البيضاء بالمغرب وانضم إلى أكاديمية محمد السادس لكرة القدم في سن مبكرة . و كان تحت أنظار العديد من الأندية الأوروبية، لكنه انضم إلى نادي ليغانيس سنة 2019 ، وظهر لأول مرة مع فريقه الرديف في 18 أكتوبر 2020 حيث تمكن فريقه من الفوز (2-1) على نادي موستوليس. و لعب خمسة عشر مباراة و أحرز هدفين خلال موسم 2020-2021.
و التحق مجانا في 28 غشت سنة 2021، بنادي شباب المحمدية ، وهو ناد يلعب في البطولة الاحترافية . وشارك في 28 سبتمبر 2021، في أول مباراة احترافية له، ضد فريق سريع واد زم (تعادل الفريقان 0-0). و أحرز هدفه الأول في 25 فبراير 2022 في البطولة المغربية ضد نفس الخصم (فاز عليه 4-1). و أنهى موسم 2021-22 في المركز الحادي عشر ضمن ترتيب البطولة.
ووقع عقدا لمدة موسمين ، في 9 سبتمبر 2022، مع فريق نهضة بركان بعد موسم واحد من ذلك . و لعب معه أول مباراة في 18 سبتمبر 2022 ضد فريق أولمبيك آسفي و أحرز في الوقت نفسه هدفه الأول خلال ذلك الموسم (رغم الهزيمة 1-2).

### في المنتخب
أُخْتِيرضمن منتخب المغرب تحت سن 20 سنة  في 07 أكتوبر 2020، للمواجهة الودية المزدوجة ضد موريتانيا تحت سن 20 سنة بمركب محمد السادس بسلا.
و تم استدعاء عادل تاحيف في فبراير 2021 ليكون ضمن المنتخب المشارك في كأس أفريقيا تحت سن 20 سنة تحت قيادة زكريا عبوب. و استطاع المنتخب المغربي تحت سن 20 من التأهل إلى ربع النهائي. و تم إقصاؤه من المنافسة بعد الهزيمة بضربات الترجيح أمام المنتخب التونسي تحت سن 20
و تمت المناداة عليه لأول مرة "في أكتوبر 2021، ضمن قائمة المنتخب الأولمبي المغربي التي أعدها هشام الدمعي، وذلك للمشاركة في تربص إعدادي بمركز المعمورة الرياضي  بسلا من 4 إلى 12 أكتوبر
و عاد  إلى صفوف المنتخب الأولمبي المغربي في يوليوز 2022، حيث تم  استدعاؤه من قبل هشام دميعي للمشاركة  ضمن قائمته للمنتخب الذي شارك في ألعاب التضامن الإسلامي التي أُقِيمتْ في قونية بتركيا . و التي شملت القائمة اللاعبين المحليين فقط تحت سن 23 عامًا. ووقع المنتخب المغربي في المجموعة (ب) إلى جانب منتخبات : إيران والسعودية وأذربيجان ، وفازوا بالمباراة الأولى على رقعة الملعب  بعد انسحاب إيران من المنافسة. و انهزم المنتخب المغربي وفي المباراة الثانية أمام السعوديين بنتيجة (2-0). ثم أُقْصي  من الدور الأول بعد تعادله (2-2)  أمام أذربيجان . وسجل أهداف المباراة الأخيرة رضا سليم وحمزة الركراكي.
انضم في 22 مارس 2023 إلى النتخب الأولمبي المغربي  تحت قيادة المدرب الجديد عصام الشرعي  لخوض مباراة ودية ضد المنتخب الأولمبي لساحل العاج  في الرباط في إطار الإعداد  لكأس الأمم الأفريقية لكرة القدم تحت 23 سنة والتي كانت ستقام في المغرب سنة 2023, و شارك أساسيا  خلال هذه المباراة ، لكن شباك المنتخب المغربي  تلقت ثلاثة أهداف (انهزم المنتخب المغربي  2-3). ثم دخل أساسيا أيضا في مباراة ودية ضد المنتخب الأولمبي  لتوجو ، حيث لعب 90 دقيقة  كاملة و حمل فيها شارة القائد (فاز المنتخب المغربي 2-0).  و ظل أساسيا أيضا حيث لعب مع المنتخب المغربي في 27 مارس ضد المنتخب الأولمبي  لأوزبكستان (فاز المنتخب المغربي 3-0) .
وتم اختياره  في 4 يوليوز 2024 [11] ، من قبل  طارق السكتيوي ضمن لائحة   22 لاعبا [12 التي شكلت  المنتخب الأولمبي المغربي من أجل   المشاركة في الألعاب الأولمبية 2024,. و تم استدعاء عادل تاحيف لتعويض غياب اللاعب أيمن الوافي، الذي رفض فريقه لوغانو السويسري التحاقه بالمنتخب الوطني
و تُوٍجَ عادل تاحيف مع المنتخب الأولمبي  المغربي بالميدالية البرونزية في الألعاب الأولمبية 2024 في صنف منافسات كرة القدم للرجال ، و احتل المركز الثالث وراء المنتخب الأولمبي الاسباني و المنتخب الأولمبي الفرنسي.
و لعب المغرب في المجموعة الثانية و التي تأهل منها متصدرا بانتصارين أمام المنتخب الأولمبي الأرجنتيني (2-1 )و المنتخب الأولمبي  العراقي  (3-0 )و انهزم أمام المنتخب الأولمبي الأوكراني (2-1 )  ،و في  الربع نهائي فاز على  المنتخب الأولمبي الأمريكي (4-0) و في النصف نهائي خسر بصعوبة أمام المنتخب الأولمبي الاسباني (2-1 )  ، و في مباراة تحديد المركز الثالث هزم المنتخب الأولمبي المصري 2024  (6-0) بملعب “لا ألبوجوار” بمدينة “نانت” الفرنسية,.